# Fleur Maxwell
Fleur Maxwell (ur. 5 sierpnia 1988 w Dudelange) – luksemburska łyżwiarka figurowa.
Na łyżwach zaczęła jeździć w wieku 9 lat; wcześniej tańczyła w balecie. Niezbyt imponujące umiejętności skokowe nadrabia bardzo dobrymi piruetami i sekwencjami spiral.
W zawodach międzynarodowych w kategorii seniorów zadebiutowała w roku 2005 na Mistrzostwach Europy, gdzie zajęła 14. miejsce. W Mistrzostwach Świata w Moskwie z tego samego sezonu była jednak dopiero 29. Dobrym startem w październiku 2005 na zawodach Karl Schäfer Memorial w Wiedniu (3 pozycja) wywalczyła kwalifikację olimpijską do Turynu w 2006. Podczas ceremonii otwarcia igrzysk w Turynie była chorążym ekipy Luksemburga, będąc jedyną zawodniczką tego kraju na olimpiadzie. Na tych igrzyskach zajęła 24. miejsce. Na swoim koncie tytuły mistrzyni i wicemistrzyni kraju. Zrezygnowała ze startów solowych w sezonie 2006/2007 na rzecz przygotowań do występów w parach w kolejnym.
Na cześć tej łyżwiarki jednej z planetoid nadano nazwę (255019) Fleurmaxwell.

## Wybrane starty
2005/2006
- Ondrej Nepela Memorial – 6. miejsce (S)
- Karl Schäfer Memorial – 3. miejsce (S)
- Trophee Eric Bompard (GP) – 10. miejsce (S)
- Mistrzostwa Europy – 25. miejsce (S)
- Igrzyska Olimpijskie – 24. miejsce (S)

2004/2005
- Courchevel (JGP) – 8. miejsce (J)
- Blue Swords (JGP) – 9. miejsce (J)
- Mistrzostwa Luksemburga – 1. miejsce (S)
- Mistrzostwa Europy – 14. miejsce (S)
- Mistrzostwa Świata – 29. miejsce (S)

2003/2004
- Croatia Cup (JGP) – 10. miejsce (J)
- Dragon Trophy – 1. miejsce (J)
- Copenhagen Trophy – 3. miejsce (J)
- Mistrzostwa Luksemburga – 2. miejsce (S)
- Mistrzostwa Świata Juniorów – 18. miejsce (J)

2002/2003
- Mistrzostwa Luksemburga – 1. miejsce (J)
- Mistrzostwa Świata Juniorów – 32. miejsce (J)

2001/2002
- Mistrzostwa Luksemburga – 1. miejsce (N)

2000/2001
- Mistrzostwa Luksemburga – 1. miejsce (N)

Objaśnienie skrótów: S – senior, J – junior, N – novice (junior młodszy)